# オセット・タウンFC
オセット・タウン・フットボールクラブ（Ossett Town Football Club）はイングランド、ウェスト・ヨークシャー州、ウェイクフィールドを本拠地とするサッカークラブチームである。2017-2018シーズンはノーザンプレミアリーグ・ディヴィジョン1・ノース（8部相当）に所属。

## タイトル

### 国内タイトル
- なし

### 国際タイトル
- なし